# Ich will ’nen Cowboy als Mann
Ich will ’nen Cowboy als Mann ist ein Schlager von Gitte Hænning aus dem Jahr 1963. Er wurde von Rudi von der Dovenmühle (Musik) und Nils Nobach (Text) geschrieben. Das Stück erreichte den ersten Platz der deutschen Charts und wurde zum Millionenseller.  

## Entstehungsgeschichte

Gitte - Ich will ’nen Cowboy als Mann

Die Dänin Gitte wurde 1960 als 13-Jährige von Nils Nobach für den deutschen Schlagermarkt entdeckt, der mit ihr für Electrola als erste deutsche Single im Februar 1960 Keine Schule morgen / Schau mal an (#21352) produzierte. Erst die sechste Single brachte ihr den Durchbruch und gleichzeitig den größten Erfolg. Die befreundeten Kölner Erfolgsautoren Rudi von der Dovenmühle (Musik; unter seinem Pseudonym Rudi Lindt) und Nils Nobach (Text; als Peter Ström) verfassten den Schlagertitel Ich will 'nen Cowboy als Mann, produziert von Heinz Gietz. Untermalt mit Country-Musik (im Arrangement von Erich Becht) sang Gitte am 3. April 1963 im Kölner Electrola-Tonstudio trotzig und altersauthentisch Ich will 'nen Cowboy als Mann, eine Persiflage mit mahnenden elterlichen Gegenstimmen, die ihrer Tochter zu Männern mit soliden Berufen rieten, um dem absurden Wunsch ihrer Tochter zu begegnen.
Damit belegte Gitte zunächst im Juni 1963 in Baden-Baden Platz eins der dritten Deutschen Schlager-Festspiele, wo zwölf Titel in die Endausscheidung gelangten und Gitte gewann. In der Jury waren zehn Rundfunkanstalten vertreten, 200 ausgewählte Zuschauer im Saal durften mit abstimmen; hinzu kam das bis dahin geheimgehaltene Infratest-Ergebnis.

## Veröffentlichung und Erfolg
Der Sieg ebnete der Single Ich will ’nen Cowboy als Mann / Das alte Haus in der Huckleburry-Street (Electrola #22 417) den Weg auf den Schlagermarkt. Die Single erreichte nach Veröffentlichung im August 1963 den ersten Rang, auf dem sie zwei Monate blieb. Bis zum Jahresende 1963 wurden hiervon 500.000 Exemplare, bis Juni 1965 insgesamt 1,05 Millionen Platten umgesetzt. Es blieb Gittes größter Solo-Erfolg in Deutschland, die im November 2014 auf ihr 60-jähriges Bühnenjubiläum zurückblicken konnte. Der Titel erreichte Rang drei der Bravo-Jahrescharts 1963 und wurde im selben Jahr mit dem Silbernen Löwen von Radio Luxemburg ausgezeichnet. In Gittes Heimatland Dänemark rückte das Lied bis auf den neunten Platz der Charts vor.

## Coverversionen
- Lil Malmkvist kam 1963 mit ihrer Cover-Version von Ich will 'nen Cowboy als Mann ebenfalls in die deutschen Charts (Platz 20) und sang mit Ge mig en cowboy till man auch eine schwedische Version. Die schwedische Version war 1963 eine Woche auf Svensktoppen (Platz 6).

- Eine weitere schwedischsprachige Version stammt von Mona Grain.

- Für die norwegische Version Gi meg en Cowboy til mann bekam Wencke Myhre 1963 ihre erste Goldene Schallplatte; das Lied war 1963 fünf Wochen lang der Top-Hit in Norwegen (Platz 1).

- Gitte Hænning selbst[3] sowie Ria Valk[4] sangen mit Ik wil een cowboy als man zudem je eine niederländische Version.

- Annie Cordy sang unter dem Titel Tu m'as voulue 1963 eine französische Coverversion des Songs.

- Ich will 'nen Bauern als Mann von Melissa Naschenweng wurde im Februar 2018 als Single veröffentlicht und ist der Titelsong der 15. Staffel der ATV-Sendung Bauer sucht Frau.[5][6]